# Hyperloop

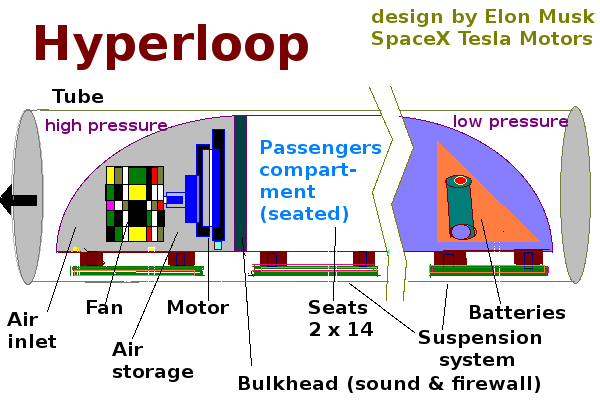
Schéma d'une capsule de l'hyperloop. Elle se divise en 3 compartiments : à l'avant un compresseur d'air, au centre le compartiment pour les passagers (2×14=28) et à l'arrière un compartiment pour les batteries. La capsule repose sur des skis à partir desquels de l'air est propulsé.

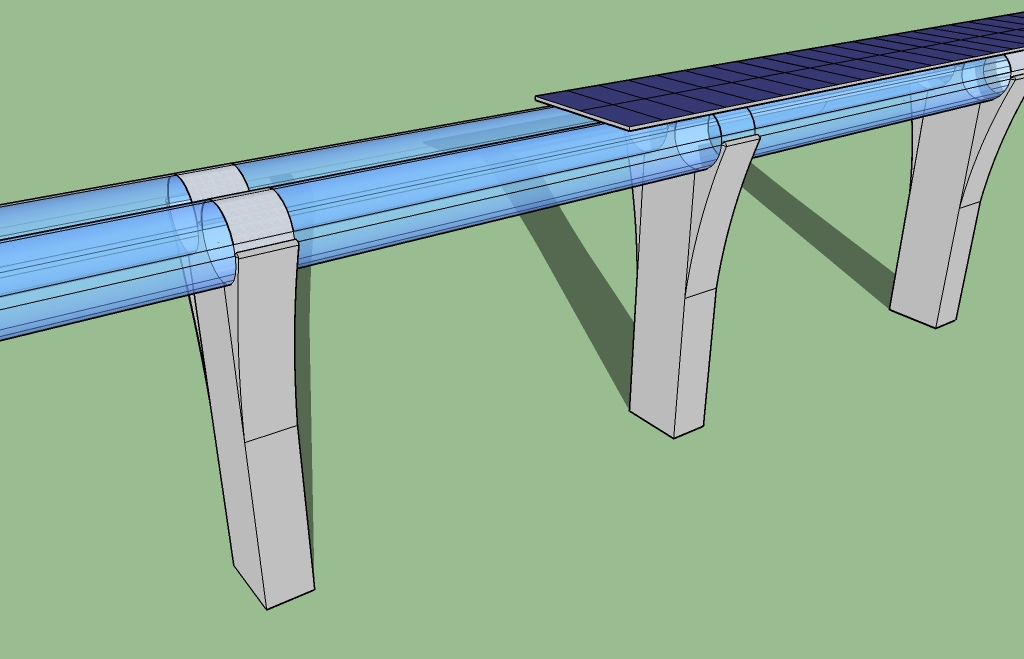
Illustration du double tube surélevé et couvert de panneaux photovoltaïques.

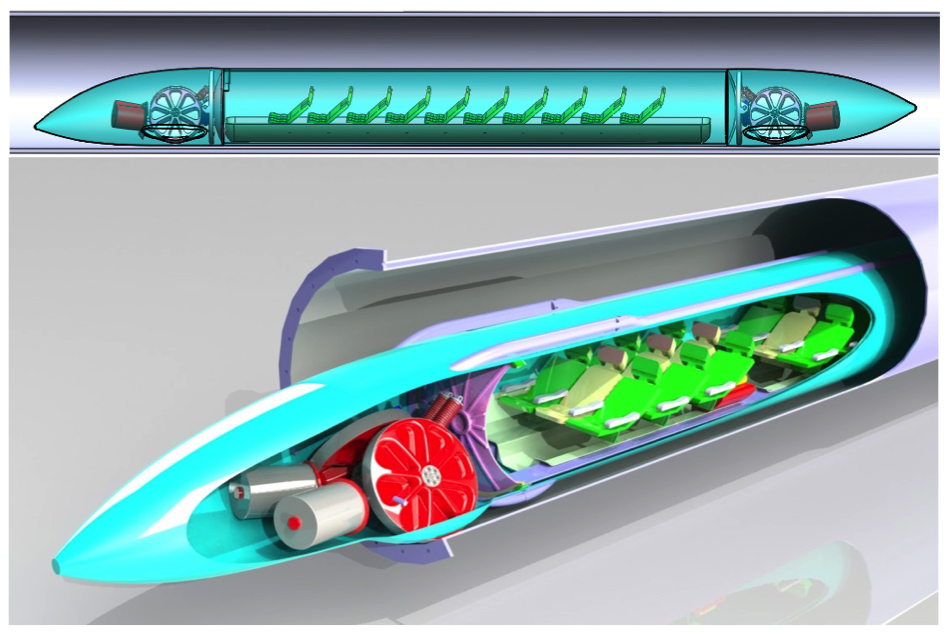
Concept du Hyperloop Cheetah, une variante du projet Hyperloop d'Elon Musk. Il est équipé de roues, de rangées de trois et de sas aux extrémités.

L'Hyperloop, parfois stylisé Hyperl∞p, est un projet de recherche industrielle proposé en 2013 par Elon Musk. À l'été 2022, à la suite de la publication d'un livre dénonçant des failles dans les transports du futur proposés par la Silicon Valley, des voix, affirment qu'Elon Musk pourrait n'avoir proposé Hyperloop que dans le seul but de contrer le projet de ligne à grande vitesse ferroviaire en Californie.
Dans son concept initial, l'Hyperloop est un vactrain consistant en un double tube surélevé dans lequel se déplacent des capsules transportant des voyageurs et/ou des marchandises. L'intérieur du tube est sous basse pression pour limiter les frictions de l'air. Les capsules devaient être surélevées grâce à des coussins d'air, ce qui a rapidement été remplacé par les entreprises travaillant sur ce concept par des systèmes de sustentation électromagnétique, les tubes dans lesquels les véhicules circulent étant vidés de l'essentiel de leur air. Les capsules sont propulsées par un champ magnétique créé par des moteurs à induction linéaires placés à intervalles réguliers à l'intérieur des tubes.
Selon ses promoteurs, un tel système installé entre le centre de Los Angeles et le centre de San Francisco permettrait de relier les deux villes en moins de 30 minutes, soit le parcours de 551 kilomètres à plus de 1 102 km/h, beaucoup plus rapidement qu'un avion qui parcourt en théorie cette même distance en 35 minutes à la vitesse de 885 km/h, mais en une heure et demie en pratique. L'accélération maximale qui semble retenue pour le moment serait de 1 g.
Pour le développement de l'Hyperloop, Elon Musk encourage l'aspect open source et collaboratif, et il n'a volontairement déposé aucun brevet,.
Plusieurs sociétés travaillent sur le développement de la technologie : Hyperloop One (anciennement Hyperloop Technologie Inc.),, Hyperloop Transportation Technologies (HTT), lancée par l'Allemand Dirk Ahlborn, et la société franco-canadienne TransPod.
Virgin annonce en 2022 l'abandon de son projet pour le transport des passagers, en se concentrant sur le transport de marchandises, et cesse son activité fin 2023.

## Historique

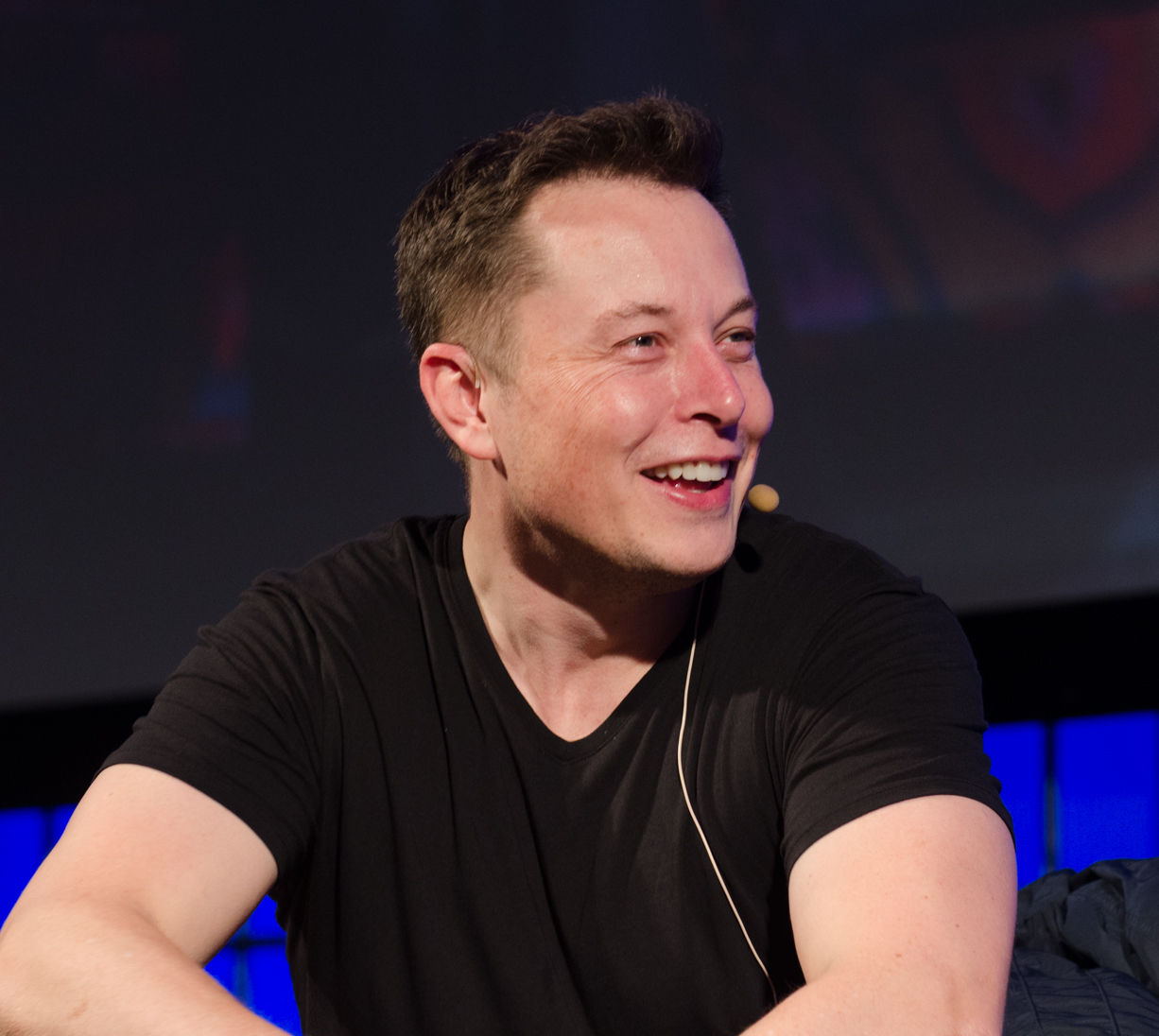
Elon Musk, le milliardaire à l'origine du projet Hyperloop

L'idée d'un transport à 1 500 kilomètres par heure par tube est apparue au XIXe siècle dans la nouvelle La Journée d'un journaliste américain en 2889, attribuée à Jules Verne.
L'idée d'un train sous vide est apparue dès le début du XXe siècle. Elon Musk propose une nouvelle approche pour mettre en œuvre ce mode de transport.
Elon Musk annonce pour la première fois son projet Hyperloop en juillet 2012 au PandoDaily tenu à Santa Monica en Californie. Il le présente alors comme un cinquième mode de transport, en plus des bateaux, des avions, des voitures et des trains. Les détails concernant le projet émergent peu à peu, et en septembre 2012, Musk évoque l'idée d'un croisement entre le Concorde et le canon à propulsion électromagnétique, en précisant que le système ne nécessite pas de rails. Il estime le coût du Hyperloop reliant San Francisco à Los Angeles à six milliards de dollars, ce qui représente un dixième du prix de la ligne de train à grande vitesse actuellement en développement en Californie.
Le 12 août 2013, Elon Musk officialise son concept en publiant une « version alpha » dans un article posté sur le site de Tesla et sur celui de SpaceX. Contenant plusieurs schémas et visuels, le document livre de nombreux détails techniques, notamment le design et le fonctionnement de l'infrastructure, son mode de propulsion et d'alimentation énergétique, son utilisation, ainsi que son coût et sa mise en œuvre. Pour l'heure, Elon Musk a annoncé vouloir rester concentré sur Tesla et SpaceX, mais assure qu'il s'occupera de l'Hyperloop en personne si aucun investisseur n'engage de prototype dans les années à venir. Il encourage vivement la production participative, l'aspect open source et collaboratif, et n'a d'ailleurs déposé aucun brevet pour l'Hyperloop.
En janvier 2015, Elon Musk annonce qu'une piste d'essai de cinq miles, soit environ huit kilomètres, va être construite, certainement au Texas. Cette piste serait ouverte aux entreprises et projets étudiants qui souhaiteraient tester leurs capsules.
En 2025, aucun projet n'est sorti de terre, et Elon Musk n'avait toujours pas déposé le moindre brevet sur ces technologies, faisant planer un fort doute sur le sérieux des annonces.
Selon Ashlee Vance, biographe d'Elon Musk, le « train du futur » n'aurait en fait jamais été envisagé sérieusement, et le but de ces annonces n'était que de saborder le projet du California High-Speed Rail (CAHSR), un train à grande vitesse californien similaire au TGV français.

## Objectifs affichés et structuration de marché
Elon Musk a détaillé en 2012 les objectifs qu'il poursuit avec son projet Hyperloop : élaborer un moyen de transport plus sûr que l'avion, indépendant des caprices de la météo et ultra-rapide. Il estime sa vitesse moyenne à deux fois celle d'un avion, permettant par exemple de se déplacer de Los Angeles à San Francisco en 30 minutes. Par la suite, ce moyen de transport supersonique pourrait permettre de relier de nombreux pays voire le monde en reliant les plus grandes villes comme une sorte de métro mais à une échelle mondiale,.
Elon Musk évoque également le coût du billet, plus faible que celui d'un avion ou « tout autre moyen de transport ». Il entend également supprimer les contraintes d'horaires et l'attente pour les voyageurs, des capsules pouvant partir à n'importe quel moment.
Il imagine même rendre le système auto-suffisant en plaçant des panneaux solaires sur les tubes, voire générer un surplus d'énergie si l'Hyperloop consomme moins que l'électricité accumulée. Il l'oppose au projet California High-Speed Rail qu'il juge catastrophique car, avec son coût de 60 milliards de dollars, il estime qu'il serait « le plus lent de sa catégorie et le plus cher au kilomètre ».
Dans un article paru dans la revue française de gestion, Élise Berlinski, Marianne Strauch et Quentin Plantec estiment que le projet et la structuration de marché qui l'accompagne illustrent une incompatibilité entre l'existence d'un objet technologique et les possibilités offertes par ses marchés, « permise par la nature mythologique de l'objet ».

## Entreprises travaillant sur le projet Hyperloop

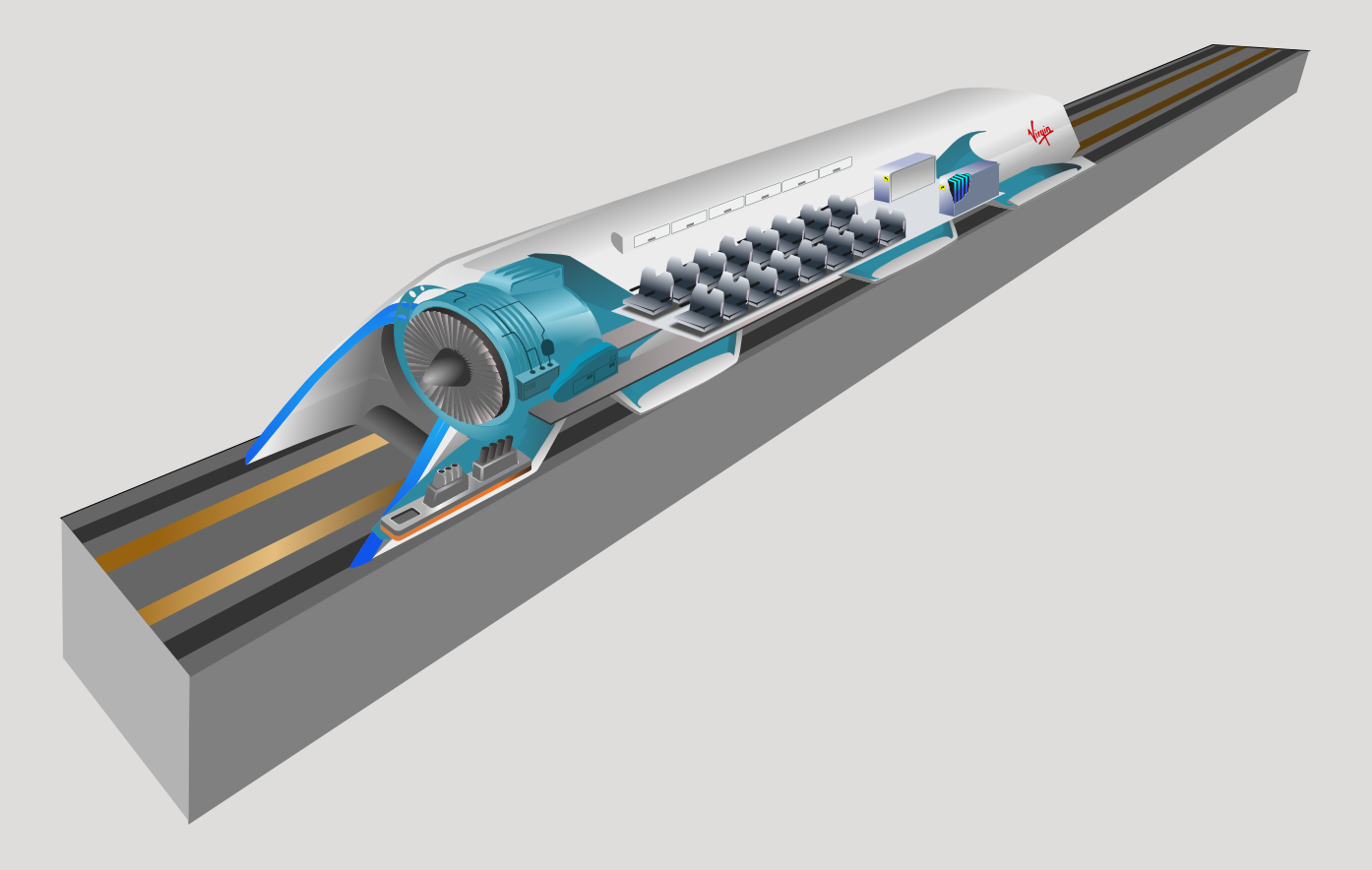
Concept artistique d'un intérieur d'Hyperloop.

Alors que SpaceX se concentre actuellement sur un concours de design étudiant, d'autres organisations poursuivent une conception complète Hyperloop commerciale.

### Virgin Hyperloop(anciennementHyperloop Technologies, Hyperloop One et Virgin Hyperloop One)
En avril 2016, Hyperloop Technologies a procédé à une deuxième levée de fonds d'un montant de 80 millions de dollars à laquelle ont souscrit les fonds GE ventures et 137 ventures ainsi que la SNCF.
En juillet 2017, Hyperloop One annonce avoir passé le cap des 309 km/h lors d'une phase de test et trois mois plus tard, Richard Branson investit dans Hyperloop One, qui devient Virgin Hyperloop One.
Le projet de transporter des voyageurs est abandonné en 2022 et l'entreprise ferme le 31 décembre 2023.

### Hyperloop Transportation Technologies (HTT)
Hyperloop Transportation Technologies est une start-up américaine lancée par Dirk Ahlborn, entrepreneur américain d'origine allemande. Lorsqu'en 2013, Elon Musk annonce son projet Hyperloop, Ahlborn vient de créer JumpStartFund, une plate-forme Internet qui permet à des entrepreneurs de réunir une communauté de fans pour travailler en ligne sur leur start-up. Il rencontre alors Musk pour lui proposer de monter une entreprise sur ce principe, Musk l'encourage, même s'il ne participe pas lui-même à la nouvelle start-up.
Fin 2015, l'entreprise n'emploie que quatre salariés, mais près de 450 personnes travaillent sur le projet, principalement à distance (seule une vingtaine sont dans les bureaux d'HTT à Los Angeles) et pour la plupart pas à plein temps, conservant un autre travail par ailleurs. Elles sont rémunérées en stock options et sont réparties en 47 équipes de 4  à   7 personnes devant résoudre une problématique assignée par la hiérarchie dans un temps donné, HTT s'inspirant des processus de gestion de la méthode de développement informatique Scrum.
En janvier 2017, HTT annonce le lancement d'une étude de faisabilité pour relier la ville tchèque de Brno et la capitale de la Slovaquie, Bratislava, à très grande vitesse. Cette liaison pourrait à terme se prolonger jusque Prague et Budapest, en Hongrie. Afin de se développer, l'entreprise installe un centre de recherche et développement à l'aéroport de Toulouse Francazal en 2017 avant de quitter ce lieu pour l'Italie en février 2024.

### TransPod
TransPod est une start-up canadienne, basée à Toronto. En 2016, elle a conçu un véhicule de transport en tant que prototype pour des premiers essais. En mars 2016, TransPod annonce la présentation d'un concept de véhicule à échelle 1 lors du salon ferroviaire InnoTrans de Berlin de septembre 2016.
Le véhicule de TransPod est prévu pour atteindre des vitesses supérieures à 1 000 km/h avec un système de commande piloté par ordinateur et utilisant une infrastructure pouvant être alimentée à l'énergie solaire. TransPod a annoncé son plan pour produire un véhicule commercial d'ici 2020 et travailler avec des organismes de réglementation tels que Transports Canada, pour l'approbation de ses premières lignes Hyperloop entre 2020 et 2025. Le corridor Montréal-Toronto est l'une des lignes envisagées par la société.
TransPod collabore avec des entreprises du secteur de l'aérospatiale, des chercheurs universitaires, et un cabinet d'architecture en Europe,,,.

## Hyperloop Pod Competition

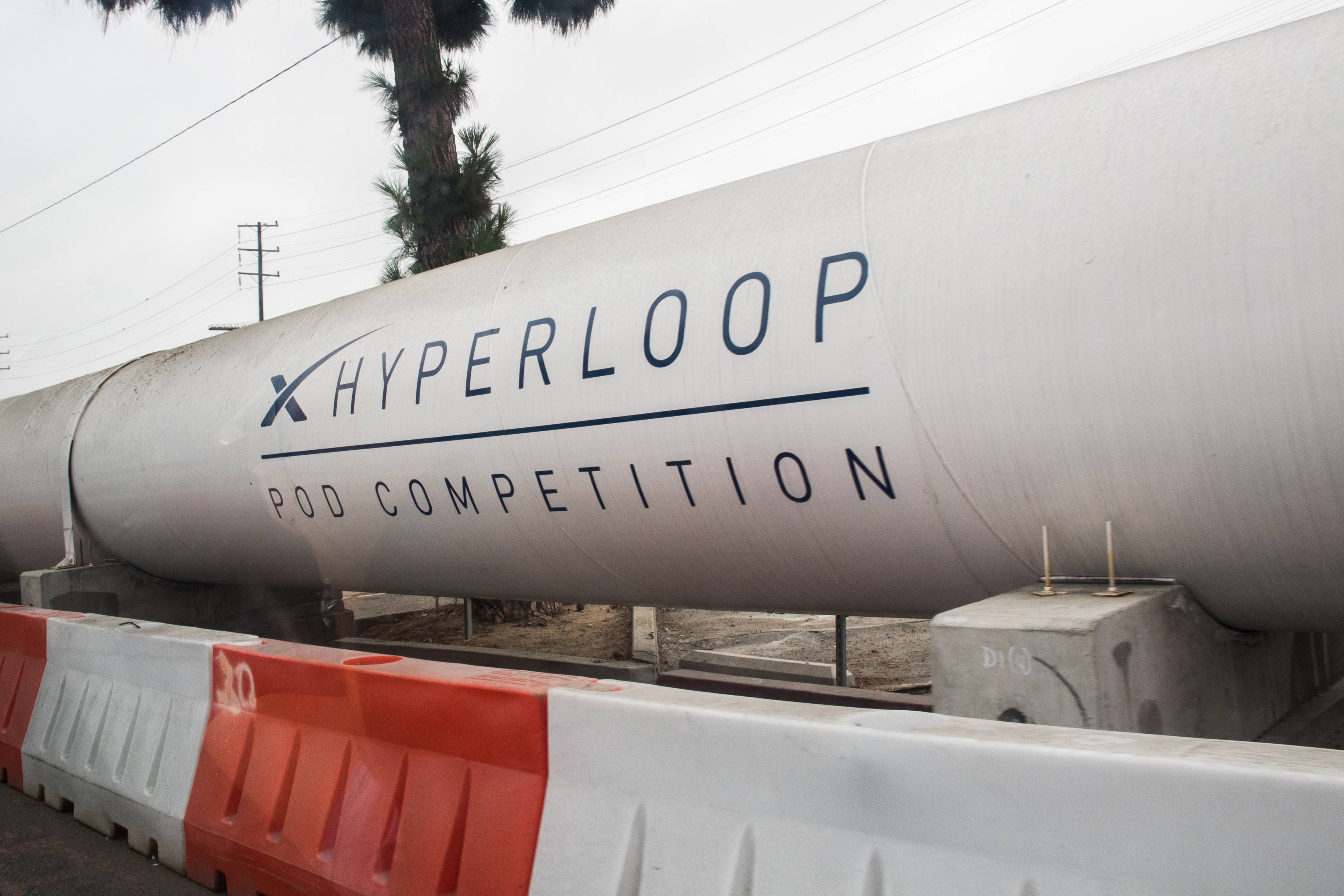
Concours de pods Hyperloop.

En janvier 2016, un concours international appelé Hyperloop Pod Competition regroupant de nombreuses universités reconnues et visant à concevoir le concept des futures capsules Hyperloop a été organisé. Après une phase de conception, un jury d'experts a jugé 115 projets soumis et en a retenu 30 pour une phase de tests en janvier 2017 à Hawthorne (Californie). Dans cette dernière étape, trois prototypes ont été sélectionnés pour un essai dans le tunnel créé par l'entreprise SpaceX.

## Premiers tests et perspectives commerciales

### Californie
Quay Valley est un projet de ville du futur, durable et connectée via le dispositif Hyperloop (un circuit de 8 km), en gestation en Californie : « Nous démontrerons que cela fonctionne. Ensuite, nous proposerons le concept en Asie, au Moyen-Orient et en Afrique, où ce type de concept pourrait non seulement intéresser, mais aussi être mis en œuvre plus aisément que dans les pays déjà saturés de systèmes de transports publics où il est difficile d'apporter de tels projets révolutionnaires », assure Dirk Ahlborn,,, le PDG d'Hyperloop Transportation Technologies.
Le coût estimé de la mise en place est de 11 millions d'euros au km, contre 15  à   30 millions d'euros pour une ligne à grande vitesse ferroviaire en France : « Ce n'est qu'un tube et quelques pylônes à installer, assure Dirk Ahlborn. L'énergie pour mouvoir les capsules sera récupérée au freinage de la capsule ».

### Nevada
La société Hyperloop One a commencé à construire début 2016, un tronçon d'essai d'environ 1/2 mille (800 m) dans le désert du Nevada, au nord de Las Vegas. La société a pour ambition de pouvoir construire une ligne entre Los Angeles et Las Vegas.
Le 11 mai 2016, au nord de Las Vegas, s'est déroulé le premier test public de l'Hyperloop. Le véhicule s'est propulsé à une vitesse de 185 km/h, sur 50 mètres,.
Début mars 2017, la piste d'essai s'étendait sur environ 500 mètres de long. Les tubes permettant les essais mesureraient 3,3 m de diamètre.
Le 29 juillet 2017, Hyperloop One a obtenu un nouveau record de vitesse de 310 km/h au bout de 300 mètres, sur une distance totale de 437 mètres.

### New York - Washington
En 2017, Elon Musk affirme avoir reçu un accord de principe pour creuser un tunnel pour la construction d'un hyperloop entre Washington et New York. Il estime que les deux villes pourraient être reliées en 29 minutes.[réf. nécessaire]

### Slovaquie
En Europe, la Slovaquie a montré son intérêt pour un projet reliant Bratislava à Vienne et Budapest, à l'horizon 2020. Selon certains médias, les deux voyages prendraient respectivement 8  et   10 minutes, contre une heure et deux heures et demie avec la ligne de train normale.
En 2016, les autorités slovaques signent un protocole d'accord avec la société Hyperloop Transportation Technologies. Le communiqué de presse ne précise ni le coût, ni la date butoir du projet. L'accord vise simplement à explorer le concept. Deux ans plus tard, le projet semble abandonné.

### France
En France, plusieurs projets ont été évoqués, malgré de nombreux détracteurs. Pour des élus locaux, « Les promoteurs du projet Hyperloop exercent depuis quelques mois un lobbying intense auprès des collectivités et des médias, notamment en Limousin, mais aussi à Toulouse […] ».
Des dizaines de millions d'euros d'argent public ont été investis sur plusieurs années, mais dès décembre 2023, tous ces projets étaient à l'arrêt, et en 2025 aucune trace d'un début de réalisation concrète n'a pu être constaté.

#### TransPod à Limoges
La société canadienne TransPod a un projet à Droux, près de Limoges, région sans ligne à grande vitesse. En janvier 2018, elle annonce envisager l'installation d'une piste d'essai de 3 km aux alentours de Limoges dans le nord de la Haute-Vienne, sur une portion désaffectée de la ligne de Mignaloux - Nouaillé à Bersac.
Le conseil régional de Nouvelle-Aquitaine accorde deux millions d'euros du Fonds européen de développement régional, la région Auvergne-Rhône-Alpes y consacre un groupe de travail et la SNCF participe à une levée de fonds d'un montant total de 80 millions d'euros.
Le permis de construire a été déposé le 10 août 2018 et accordé en décembre 2018. Mais en novembre 2020, un reportage télévisé montre que ces travaux n'ont pas encore commencé. Les travaux débutent en septembre 2021, trois ans après le dépôt du permis de construire, avec une inauguration prévue un an plus tard,. Selon le maire de Droux, les travaux devaient reprendre à l'automne 2023 ; de plus, d'après le nouveau cahier des charges, la piste ne devrait faire plus qu'un seul kilomètre,.
Les travaux auraient dû débuter « en janvier 2024 », mais un an plus tard, ils n'avaient toujours pas commencé.

#### Hyperloop TT à Toulouse
La société américaine Hyperloop Transportation Technologies ouvre en février 2018 un centre de recherche et développement sur l'aérodrome de Toulouse Francazal,,. Ce centre accueille une trentaine d'ingénieurs et de doctorants.
Il est estimé que les capsules pourraient se déplacer à des vitesses de 400  à   500 km/h, avec la promesse de « de rallier Toulouse à Montpellier en 24 minutes seulement ».
Une piste de 320 m de longueur a été installée en 2019.
Sébastien Gendron, cofondateur de la société concurrente TransPod, estime qu'une piste d'essai d'un kilomètre serait trop courte. De plus, il tient à souligner qu'il considère les annonces de relier Toulouse et Montpellier en 20 minutes inexactes, la vitesse de 1 200 km/h étant une vitesse de pointe. 15 millions d'euros de crédit d'impôt recherche y ont été engagés et la région Occitanie s'engage sur 450 000 euros de subventions.
En avril 2021, Hyperloop TT annonce être prête à démarrer la construction de son premier système commercial, mais huit mois plus tard, en décembre 2021, elle renonce à construire la piste d'essais de 1 200 m prévue et résilie le bail sur le site de Francazal. Des questions émergent alors quant à la sincérité du projet,, qui s'arrête lorsqu'est annoncé le déménagement du site de recherche et développement de Toulouse en Italie début 2024.

#### Hyperloop Lyst entre Lyon et Saint-Étienne
Entre Lyon et Saint-Étienne, le projet Hyperloop Lyst, mené avec l'école des Mines de Saint-Étienne, permettrait de relier les deux villes en 5  à   10 minutes,,. Le projet a été abandonné.

#### Hyperloop One
En janvier 2017, la société Hyperloop One a pré-sélectionné un projet de transport entre Bastia en Corse et Cagliari en Sardaigne, ayant pour idée de relier les deux villes distantes de 462 km (dont 12 km en mer) en moins de 30 minutes, sans toutefois le retenir.

#### Autres
Un projet d'Hyperloop reliant la gare de Marseille-Saint-Charles et l'aéroport Marseille-Provence a été imaginé, le voyage durerait 72 secondes.

### Pays-Bas
Les Pays-Bas disposent d'un centre d'essais à Groningue, le Centre européen de l'hyperloop (EHC). Les premiers tests devaient commencer en mars 2024, avec des résultats à la fin de l'année. Selon Tim Houter, cofondateur de l'entreprise Hardt Hyperloop (nl) à l'origine du projet, la capsule devrait pouvoir atteindre 700 km/h.

### Ukraine, Russie et Chine
Une liaison Maglev sous vide relierait Kiev et Pékin en une heure, soit six heures pour un tour du monde en hyper-vitesse sous vide.
Un mémorandum a été signé lors du forum économique de Saint-Pétersbourg de 2016 entre les autorités de Moscou, le groupement de sociétés Soumma et Hyperloop One, confirmant l'intérêt de la Russie pour ce projet. En 2017, le ministre des Transports russe Maksim Sokolov annonce que l'une des premières lignes de l'Hyperloop à ouvrir pourrait se situer en Russie dans le kraï du Primorié. Longue d'environ 70 kilomètres, elle relierait le port russe de Zaroubino (près de Khassan) à la ville chinoise de Hunchun pour un coût de construction estimé de 450  à   600 millions d'euros[réf. nécessaire].

### Corée du Sud
En Corée du Sud, une maquette à l'échelle 1/17 de train supersonique baptisé « Hyper-tube » réalisée par le Korea Railroad Research Institute (KRRI) a atteint la vitesse de 1 019 km/h,,.

### Émirats arabes unis
Un projet est en cours de recherches et développement visant notamment à relier Dubaï à Abou Dabi (passant de 90 minutes à 12 minutes).
La RTA (Autorité des routes et des transports) de Dubai a signé un accord avec Hyperloop One le 11 novembre 2016. Cet accord a aussi été facilité par Dubaï Future Foundation, une organisation consacrée à l'innovation et à l'investissement. Les Émirats arabes unis seront les premiers à posséder un système d'Hyperloop. Des recherches et des prototypes sont en cours de développement.
Dans les buts fixés ce projet devrait transporter 8 640 personnes par heure en utilisant 120 capsules dont quelques-unes seraient destinées au transport de fret.
Pour cela, environ 120 postes d'embarquement seraient prévus, et devraient pouvoir tourner pour faciliter l'embarquement des 8 640 personnes. Chaque navette comporterait une dizaine de places.
Des premières capsules pourraient être conçues à Toulouse en vue de l'Exposition universelle de 2020. En octobre 2022, aucune ligne n'a été construite.

## Avantages et inconvénients
L'Hyperloop serait un moyen de transport capable de concurrencer l'avion par sa grande vitesse en s'affranchissant du principal problème du voisinage des aéroports : la nuisance aérienne (bruit mais aussi pollution). Il ne générerait pas autant de nuisances sonores qu'un aéroport du fait de l'absence de réacteur rejetant du gaz chaud, de frottements négligeables, d'une pression d'air suffisamment faible pour ne pas porter le bruit ainsi que de la structure en pipeline qui confinerait le bruit.
En revanche, contrairement à l'avion et aux trains, son principal inconvénient est qu'il faudrait créer un réseau dédié, aujourd'hui inexistant, dans des zones parfois déjà urbanisées. De plus, ce réseau doit être parfaitement rectiligne, nécessitant la construction de ponts et tunnels qui augmentent d'autant plus le coût et l'impact environnemental et paysager.
Selon une étude menée par un groupe de réflexion nommé Leonard, la plate-forme d'innovation de l'entreprise Vinci, « Hyperloop serait plus de sept fois plus énergivore qu'un TGV et 1,34 fois plus que l'avion ».

## Coûts
L'Hyperloop est un moyen de transport à large échelle qui nécessiterait des infrastructures similaires à celles des systèmes ferroviaires. Les coûts estimés pour le train à grande vitesse californien peuvent donc être utilisés comme base de comparaison. Les coûts estimés pour le tronçon initial de 480 kilomètres, pour les droits fonciers, sont inférieurs à 7,5 milliards de dollars américains, alors que la proposition de Musk se limite à un milliard de dollars pour l'ensemble des coûts fonciers. Cependant, baisser la pression d'air dans les tubes consommera beaucoup d'énergie.
En octobre 2016, il apparaît que le coût de construction de l'Hyperloop pourrait aller de 52 à 75 millions de dollars par kilomètre entre Los Angeles et San Francisco selon Hyperloop One, alors que le coût de construction d'une ligne à grande vitesse californienne est évalué à 76 millions de dollars par kilomètre.
Des évaluations complémentaires assorties de calculs montrent que plusieurs éléments de coûts énergétiques par rapport aux gains envisagés méritent des considérations complémentaires.
Les coûts en mai 2019 des différents projets s'étaleraient entre 80 millions le kilomètre pour les projets utilisant une sustentation électromagnétique à 20 millions le kilomètre pour les projets les moins chers.

## Défis techniques

### Linéarité
La réalisation d'un Hyperloop nécessite de relever un certain nombre de défis techniques. En particulier les grandes vitesses et la proximité des capsules de transport avec les parois nécessitent une linéarité du tube précise de l'ordre du millimètre. Les tubes posés sur pylônes ne doivent pas trop fléchir sous la contrainte et les dilatations et contractions sous l'effet des variations de température doivent être précisément contrôlées. Ces problèmes sont moins importants dans le cas d'une construction souterraine.

### Sécurité
Le cloisonnement du tube ainsi que les dimensions restreintes posent la question de l'évacuation des passagers en cas de problème.

### Mise sous vide
La mise sous vide poussé nécessaire (de l'ordre d'un millibar) est probablement la partie la plus énergivore et nécessite des systèmes de cloisonnement pour les entrées et sorties des passagers.

### Flux d'air supersonique
Les concepts d'Hyperloop prévoient de voyager à vitesse subsonique. L'apparition de flux d'air supersonique générerait de fortes turbulences et vibrations. En conséquence, la conception du système doit s'assurer que cela ne peut pas se produire.